# Municipi de Viļāni
El municipi de Viļāni (en letó: Viļānu novads) és un dels 110 municipis de la República de Letònia, que es troba localitzat al centre-est del país bàltic, i que té com a capital la localitat de Viļāni. El municipi va ser creat l'any 2009 després de la reorganització territorial.

## Ciutats i zones rurals
- Dekšāres pagasts (zona rural)
- Sokolku pagasts (zona rural)
- Viļānu pagasts (zona rural)
- Viļāni (ciutat)

## Població i territori
La seva població està composta per un total de 7.243 persones (2009). La superfície del municipi té uns 284,9 kilòmetres quadrats, i la densitat poblacional és de 25,42 habitants per kilòmetre quadrat.